# آندره لورکن
آندره لورکن (انگلیسی: André Lurquin؛ زادهٔ ۲۷ اوت ۱۹۶۱) دوچرخه‌سوار اهل بلژیک است.